# Les Rendez-vous de l'histoire
Le festival Les Rendez-vous de l'histoire est une manifestation fondée en 1998 par Jack Lang, alors maire de Blois, sur une proposition et une idée de Francis Chevrier.
S’inspirant du festival international de géographie de Saint-Dié-des-Vosges, dont Francis Chevrier était le directeur, il se présente comme une manifestation scientifique consacrée à l’Histoire. Ouvert à tous, ce festival accueille en moyenne 45 000 festivaliers par an. Son organisation est assurée par le Centre européen de promotion de l’histoire (CEPH), une association loi de 1901 fondée dans ce but et présidée par Éric Alary.
Les Rendez-vous de l’histoire se déroulent chaque année à Blois au mois d'octobre. Durant cinq jours, chercheurs, enseignants et grand public s’y retrouvent pour débattre autour d’un thème donné. Un autre objectif pour ces différents acteurs est de réfléchir à la place et la transmission de l'histoire.
Les Rendez-vous de l’histoire accueillent également un grand salon du livre, une programmation cinéma, un cycle économie, des rencontres pédagogiques et bien d’autres formes de manifestation.
Ce sont plus de 1 000 intervenants qui prennent part chaque année aux quelque 600 rencontres organisées, dont des historiens, des sociologues, des philosophes, des économistes, des cinéastes ou encore des représentants politiques.
Inspirées par les Rendez-vous de l’histoire, des manifestations comparables ont vu le jour ailleurs dans le monde, notamment les Rendez-vous d'histoire de Québec.

## L'Histoire en débat

### Le conseil scientifique et les cartes blanches

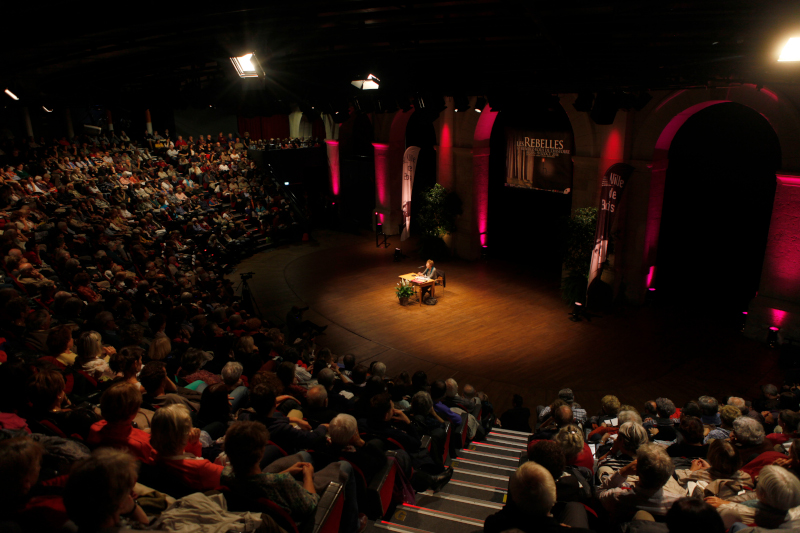
Conférence à l'hémicycle.

Le conseil scientifique des Rendez-vous de l’histoire « veille à la cohérence et à la rigueur du festival ». Ce dernier est présidé par Jean-Noël Jeanneney depuis 2003 et compte des personnalités scientifiques dont la composition varie chaque année en fonction du thème choisi.
À chaque édition, le conseil décide de la thématique et conçoit un programme d’une vingtaine de conférences et tables rondes, en adéquation avec ce dernier. Le thème retenu vise notamment à intéresser le grand public. Il peut de surcroît concerner l’ensemble des périodes historiques ou faire écho à l’actualité. Le conseil scientifique valide également les « cartes blanches », qui sont des propositions de débats présentées par des tiers tels que les partenaires des Rendez-vous de l'histoire ou des intervenants extérieurs. Le but est d'aborder des sujets en lien avec le thème de l'année et n'étant pas directement traités par le conseil scientifique.

### Le Salon du livre

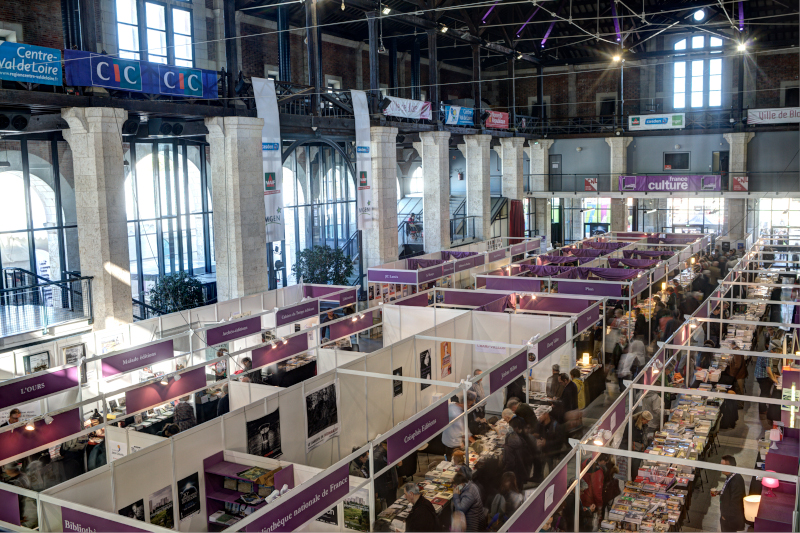
Le Salon du livre lors de la.

Le Salon du livre, qui se tient dans l'espace de la Halle aux grains, s'inscrit au cœur du festival. Il est présidé chaque année par une personnalité du monde des lettres, comme Alain Mabanckou, Chantal Thomas, Alaa al-Aswany, Françoise Chandernagor, Wole Soyinka, Amin Maalouf, Hélène Carrère d'Encausse, entre autres. Les éditeurs y mettent à l'honneur l'actualité de la rentrée, ainsi que la richesse de leurs fonds et de leurs collections. Ce salon accueille quelque 300 auteurs en signature et plus de 200 exposants, librairies, sociétés savantes et éditeurs venus présenter la diversité des parutions ayant trait à l'Histoire : romans, biographies, ouvrages et revues scientifiques, livres, bandes dessinées, livres anciens, etc. Son programme offre au public la possibilité d'entendre et d'échanger avec les auteurs à l'occasion de cafés littéraires, d'entretiens, de tables rondes,… Il est le plus grand salon européen du livre d'Histoire.

### Le cinéma aux Rendez-vous de l'histoire
Le cycle cinéma propose de multiples lectures et visions de l’histoire. Il peut être lui-même un objet historique. Se déroulant sous la présidence d’un grand nom du septième art, il confronte le thème général des Rendez-vous de l’histoire aux regards des caméras au travers de films récents, de fictions, de documentaires ou d’objets rares du patrimoine cinématographique. C’est en tout une cinquantaine d’œuvres audiovisuelles qui sont projetées et débattues par des réalisateurs, des critiques et des historiens. Parmi les grands noms qui ont été présents au festival, on compte : Constantin Costa-Gavras, Claude Chabrol, Bertrand Tavernier, Catherine Breillat, Pascale Ferran, Rithy Panh, Claude Lanzmann.

### L’économie aux Rendez-vous de l’histoire
Le volet économique des Rendez-vous de l'histoire est lancé en 2014 comme une extension du festival d'Histoire, avec le soutien de la Chambre de commerce et d'industrie du Loir-et-Cher et d'entreprises partenaires. Il rassemble de grands témoins et acteurs de l’économie au côté de ceux qui la pensent, qu’ils soient historiens, économistes, géographes, sociologues ou philosophes.
Ces rencontres ont pour ambition de développer la culture économique du public, dans une approche décloisonnée, interdisciplinaire et non partisane. Les principaux sujets qui occupent l'actualité économique sont analysés et décryptés, et certaines rencontres sont consacrées au thème annuel.
En 2017, « L'économie aux Rendez-vous de l’histoire » s'étend à l'ensemble du département avec la création des « Étapes en Loir-et-Cher », une série de rencontres au plus près des dynamiques économiques des territoires.

### La pédagogie aux Rendez-vous de l'histoire
Les Rendez-vous de l'histoire sont pensés comme un lieu privilégié d'apprentissage pour un large public, dont les groupes scolaires. Cet aspect se décline sous deux formes.

#### Les rencontres pédagogiques
Le ministère de l’Éducation nationale a inscrit le festival dans ses actions de formation continue, missionnant chaque année des professeurs de collèges et lycées (dont les lycées professionnels), ainsi que des inspecteurs de toutes les académies. Tous les professeurs d’histoire de l'académie d'Orléans-Tours sont également invités.
L’attention est portée sur l’articulation entre la recherche historique et son enseignement dans les classes du primaire et du secondaire. Ainsi, une programmation spécifique de conférences et d’ateliers pédagogiques aborde la didactique du thème annuel, en étroite correspondance avec les programmes scolaires. Elle entend également prendre en compte le numérique dans les pratiques pédagogiques innovantes et propose un parcours destiné aux stagiaires de l’ESPE.

#### Les actions scolaires
Dans la continuité des rencontres pédagogiques, les Rendez-vous de l’histoire proposent aux élèves des ateliers filmiques, des expositions ou des rencontres avec des historiens afin de leur montrer que l’histoire existe en dehors des manuels et des cours.

### Le numérique aux Rendez-vous de l'histoire
Au fil des dernières éditions, les Rendez-vous de l’histoire ont élargi leur programmation pour intégrer les outils numériques et les nouvelles formes de médiation culturelle. Cette évolution se manifeste notamment par la création de l’Agora numérique, un espace dédié aux dispositifs innovants comme la réalité virtuelle, les applications mobiles ou les expériences interactives, permettant au public de découvrir l’histoire sous des formes immersives et contemporaines.
Le festival accueille également une Game Jam, organisée en partenariat avec des professionnels du jeu vidéo, au cours de laquelle étudiants, développeurs et historiens conçoivent en temps limité des jeux vidéo inspirés de thématiques historiques. Ces productions sont présentées au public et s’accompagnent de conférences sur les usages du jeu vidéo dans la transmission de l’histoire, les représentations du passé et les choix narratifs.
Depuis 2023, le festival propose également un podcast, Les Archives des Rendez-vous de l’histoire, qui met à disposition des enregistrements de conférences issues des éditions passées depuis 1998. Ces contenus sont accessibles toute l'année sur toutes les plateformes de podcast, sur la chaîne YouTube des Rendez-vous de l'histoire, ainsi que sur Radio France, prolongeant ainsi l’expérience du festival au-delà de sa tenue annuelle.

### Les cafés historiques
En parallèle de ces conférences et rencontres, les Rendez-vous de l’histoire se déclinent sous beaucoup d’autres formes moins conventionnelles.
Conçus en 2002 comme le prolongement sur l’année des objectifs du festival grâce au soutien du Conseil régional, les Cafés historiques prennent place en région Centre-Val de Loire et proposent aux habitants de se réunir autour d’un historien de métier. Leur originalité réside dans un déroulement moins formel et en deux temps : un temps pour la conférence de l’historien et un temps pour débattre, durant lequel le public est libre d’intervenir. Ces cafés prennent place une fois par mois dans les villes de Blois, Bourges, Chartres, Châteauroux, Orléans et Tours.

## Les prix décernés

### Les prix littéraires des Rendez-vous de l’histoire
À Blois, la remise de prix littéraires met en lumière l’écriture de l’histoire et le travail des auteurs qui, par leur exigence et leur qualité littéraire, ont marqué la discipline. Que ce soit en matière de recherche ou de diffusion de la connaissance, ces prix récompensent ceux qui font de l’histoire une science vivante et ouverte sur le monde.
Le festival des Rendez-vous de l'histoire décerne aujourd'hui sept prix littéraires :
- Le prix Augustin-Thierry a pour objet de récompenser un livre ou l’ensemble d’une œuvre traitant d'un sujet lié à l’Histoire contemporaine. Il est choisi par l'équipe des Rendez-Vous de l'histoire[30].
- Le grand prix des Rendez-vous de l'histoire[31] récompense un ouvrage ayant contribué de façon remarquable au progrès de la recherche historique et/ou à sa diffusion, toutes périodes confondues. Le jury est composé de professeurs et d’universitaires.
- Le prix du roman historique[32] distingue l’auteur d’une fiction originale pour adultes. Le jury est composé d'historiens, de personnalités publiques mais aussi journalistes et éditeurs[33].
- Le prix du roman historique jeunesse[34] s'adresse aux enfants et adolescents. Il distingue trois niveaux de classes (CM2/6e, 5e/4e, 3e/2de) et chacun d'eux décerne un prix à partir d'une sélection de quatre livres par niveau[33].
- Le prix du roman historique Coup de cœur des lecteurs de CIC Ouest récompense une fiction, choisie par les salariés de la banque régionale[33].
- Le prix château de Cheverny de la bande dessinée historique récompense le ou les auteur(s) d'une bande dessinée dont la qualité du scénario, la valeur du dessin, ainsi que le sérieux de la reconstitution historique, auront été appréciés. Le jury est composé d'historiens et d'auteurs de BD[33].
- Le Prix du Noir Historique est décerné à un roman policier. Le jury est composé de blésois, d'historiens, auteurs de polars, d'éditeurs et journalistes[33].

### Les prix liés au cycle cinéma
Deux prix sont décernés dans le cadre du cycle cinéma :
- Le prix Rendez-vous de l'histoire du Documentaire Historique récompense plusieurs documentaires jugés remarquables au vu de leur qualité formelle et du travail réalisé en matière de restitution. Ce prix est lui-même subdivisé entre le grand prix, doté de 5 000 euros grâce au soutien de la Direction des Patrimoines, de la Mémoire et des Archives (DPMA), une mention spéciale et deux autres mentions[36]. Les films primés pendant le festival sont en entrée libre.
- Le prix du projet de documentaire Historique est une aide au développement d’un projet de documentaire. Cette aide équivaut à un montant de 2 000 euros assorti d’une prestation technique et d’un accompagnement professionnel par l'agence régionale Ciclic[36]. Le projet bénéficiant d’une mention se voit récompensé par le choix d’une formation à l’INA.

## Récapitulatif chronologique
| Année | Thème                                          | Date            | Présidence des Rendez-vous de l'histoire | Présidence du Salon du livre | Présidence du cycle cinéma | Conférence inaugurale                                                  | Conférence de clôture                                                               | Présidence de L'Économie aux Rendez-vous de l'histoire                                           | Prix Augustin-Thierry | Grand Prix des Rendez-vous de l’histoire | Prix du Roman Historique                                                     | Prix Château de Cheverny de la bande dessinée historique                                                                                 |
| ----- | ---------------------------------------------- | --------------- | ---------------------------------------- | ---------------------------- | -------------------------- | ---------------------------------------------------------------------- | ----------------------------------------------------------------------------------- | ------------------------------------------------------------------------------------------------ | --- | --- | ---------------------------------------------------------------------------- | --- |
| 1998  | Crime et pouvoir                               | 16 - 18 octobre | Elie Wiesel                              | Benedetta Craveri            | Constantin Costa-Gravas    | Nicole Ferrier-Caverivière, recteur de l’académie d’Orléans-Tours      | Dominique Borne et Jean-Pierre Rioux, inspecteurs généraux de l’Éducation nationale | N'existe pas à cette époque                                                                      | Marc-Olivier Baruch Servir l’État français : l’administration en France de 1940 à 1944, Fayard                                                           | Similaire au prix Augustin-Thierry, cf. les prix littéraires                                                                                             | Gérard de Cortanze, Les Vice-Rois, Actes Sud                                 | N'existe pas à cette époque |
| 1999  | Nourritures terrestres                         | 22 - 24 octobre | Jorge Semprún                            | Pierre Miquel                | Jean-Claude Carrière       | Jean-Noël Jeanneney                                                    | Jorge Semprun                                                                       | N'existe pas à cette époque                                                                      | Françoise Waquet, Le Latin ou l’Empire d’un signe, XVIe – XXe siècle, Albin Michel                                                                       | Similaire au prix Augustin-Thierry, cf. les prix littéraires                                                                                             | Jacques Baudouin, Le Mandarin blanc, Lattès                                  | N'existe pas à cette époque |
| 2000  | Les utopies, moteurs de l'histoire ?           | 13 - 15 octobre | Boutros Boutros-Ghali                    | Érik Orsenna                 | Claude Chabrol             | Maurice Sartre, professeur d’Histoire ancienne à l’Université de Tours | Boutros Boutros-Ghali                                                               | N'existe pas à cette époque                                                                      | Jean-Pierre Chrétien, L’Afrique des Grands Lacs : deux mille ans d’histoire, Aubier                                                                      | Similaire au prix Augustin-Thierry, cf. les prix littéraires                                                                                             | Stéphane Audeguy, Histoire du lion Personne, éditions du Seuil               | N'existe pas à cette époque |
| 2001  | L'Homme et l'environnement : quelle histoire ? | 12 - 14 octobre | Edgar Morin                              | Pierre Milza                 | Jean Rouch                 | Edgar Morin                                                            | Gérard Mégie                                                                        | N'existe pas à cette époque                                                                      | Jérôme Baschet, Le Sein du père : Abraham et la paternité dans l’Occident médiéval, Gallimard                                                            | Similaire au prix Augustin-Thierry, cf. les prix littéraires                                                                                             | David Haziot, Le Vin de la liberté, Robert Laffont                           | N'existe pas à cette époque |
| 2002  | L'étranger                                     | 18 - 20 octobre | Bronisław Geremek                        | Wole Soyinka                 | Bertrand Tavernier         | Théodore Zeldin                                                        | Bronisław Geremek                                                                   | N'existe pas à cette époque                                                                      | Maurice Sartre, D’Alexandre à Zénobie, Fayard | Similaire au prix Augustin-Thierry, cf. les prix littéraires                                                                                             | Olivier Bleys, Le Fantôme de la tour Eiffel, Gallimard                       | N'existe pas à cette époque |
| 2003  | L'Afrique                                      | 16 - 19 octobre | Abdou Diouf                              | Françoise Chandernagor       | Féris Boughédir            | Yves Coppens                                                           | Abdou Diouf                                                                         | N'existe pas à cette époque                                                                      | Jean-Pierre Poly, Le Chemin des amours barbares : genèse médiévale de la sexualité européenne, Perrin                                                    | Similaire au prix Augustin-Thierry, cf. les prix littéraires                                                                                             | Pierre Moustiers, Le Dernier Mot d’un roi, Albin Michel                      | N'existe pas à cette époque |
| 2004  | Les femmes dans l'Histoire                     | 14 - 17 octobre | Simone Veil                              | Marjane Satrapi              | Catherine Breillat         | Gisèle Halimi                                                          | Simone Veil                                                                         | N'existe pas à cette époque                                                                      | Serge Gruzinski, Les Autres Parties du monde : histoire d’une mondialisation, La Martinière                                                              | Similaire au prix Augustin-Thierry, cf. les prix littéraires                                                                                             | Ève Ruggieri, Le rêve de Zamor, Plon                                         | Emmanuel Lepage, Muchacho, Dupuis |
| 2005  | Religion et politique                          | 14 - 17 octobre | René Rémond                              | Hélène Carrère d’Encausse    | Manoel de Oliveira         | Regis Debray                                                           | René Rémond                                                                         | N'existe pas à cette époque                                                                      | Lucien Bianco, Jacqueries et révolutions dans la Chine du XXe siècle, La Martinière                                                                      | Similaire au prix Augustin-Thierry, cf. les prix littéraires                                                                                             | Christian Goudineau, L’Enquête de Lucius Valerius Priscus, Actes Sud/Errance | Christian Lax, L'Aigle sans orteils, Dupuis                                                                                              |
| 2006  | L'argent - en avoir ou pas                     | 12 - 14 octobre | Louis Schweitzer                         | Max Gallo                    | Jean Tulard                | Aminata Dramane Traoré                                                 | Louis Schweitzer                                                                    | N'existe pas à cette époque                                                                      | Catherine Mayeur-Jaouen, Pèlerinage d’Égypte : histoire de la piété copte et musulmane (XVe – XXe siècle), éditions de l’EHESS                           | Similaire au prix Augustin-Thierry, cf. les prix littéraires                                                                                             | Eunice Richards-Pillot, Les Terres noyées, Ibis Rouge Éditions               | Jean-Denis Pendanx et Christophe Dabitch, Abdallahi. T.1, Futuropolis                                                                    |
| 2007  | L'opinion - Information, rumeur, propagande    | 18 - 21 octobre | Alain Corbin                             | Marc Dugain                  | Robert Guédiguian          | Jacques Julliard                                                       | Alain Corbin                                                                        | N'existe pas à cette époque                                                                      | Jean-Louis Margolin, L’Armée de l’empereur : violences et crimes du Japon en guerre 1937-1945, Armand Colin                                              | Similaire au prix Augustin-Thierry, cf. les prix littéraires                                                                                             | François Sureau, L’Obéissance, Gallimard                                     | David B., Par les chemins noirs. T.1 Les prologues, Futuropolis                                                                          |
| 2008  | Les Européens                                  | 9 - 12 octobre  | Daniel Cohn-Bendit                       | Pierre Nora                  | Jérôme Clément             | Assia Djebar                                                           | Daniel Cohn-Bendit                                                                  | N'existe pas à cette époque                                                                      | Jean-Pierre Filiu, L’Apocalypse dans l’Islam, Fayard | Similaire au prix Augustin-Thierry, cf. les prix littéraires                                                                                             | Diane Meur, Les Vivants et les Ombres, Sabine Wespieser, 2007                | David Vandermeulen, Fritz Haber. Tome 2 : les Héros, Delcourt                                                                            |
| 2009  | Le corps dans tous ses états                   | 8 - 11 octobre  | Françoise Héritier                       | Amin Maalouf                 | Claude Lanzmann            | Sylviane Agacinski                                                     | Françoise Héritier                                                                  | N'existe pas à cette époque                                                                      | Anne Denieul-Cormier, Augustin-Thierry, L’histoire autrement, Publisud                                                                                   | Laurence Fontaine, L’Économie morale : pauvreté, crédit et confiance dans l’Europe préindustrielle, Gallimard                                            | Jean-Marie Laclavetine, Nous voilà, Gallimard, 2009                          | Jean Harambat, Les Invisibles, Futuropolis                                                                                               |
| 2010  | Faire Justice                                  | 14 - 17 octobre | Robert Badinter                          | Plantu                       | Claude Miller              | Mireille Delmas-Marty                                                  | Robert Badinter                                                                     | N'existe pas à cette époque                                                                      | Gérard Noiriel, Le Massacre des Italiens. Aigues-Mortes, 17 août 1893, Fayard                                                                            | Gérard Jorland, Une société à soigner : hygiène et salubrité publiques en France au XIXe siècle, Gallimard                                               | Mohammed Aissaoui, L’Affaire de l’esclave Furcy, Gallimard, 2010             | Li Kunwu et P. Ôtié, Une vie chinoise. Tome 2 : Kana                                                                                     |
| 2011  | L'Orient                                       | 13 - 16 octobre | Pierre Nora                              | Kenizé Mourad                | Rithy Panh                 | Sanjay Subrahmanyam                                                    | Pierre Nora                                                                         | N'existe pas à cette époque                                                                      | Fabrice d’Almeida, Ressources inhumaines : les gardiens des camps de concentration et leurs loisirs, Fayard                                              | Vincent Robert, Le Temps des banquets : politique et symbolique d’une génération (1848-1848), publications de la Sorbonne                                | Marc Dugain, L’Insomnie des étoiles, Gallimard, 2011                         | Delaby et Dufaux, Murena. Tome 8 : revanche des cendres, Dargaud                                                                         |
| 2012  | Les paysans                                    | 18 - 21 octobre | Erik Orsenna                             | Jean-Christophe Rufin        | Costa-Gavras               | Sylvie Brunel                                                          | Erik Orsenna                                                                        | N'existe pas à cette époque                                                                      | Ivan Jablonka, Histoire des grands-parents que je n'ai pas eus, Librairie du XXIe siècle, Seuil                                                          | Romain Bertrand, L'Histoire à parts égales : récits d'une rencontre Orient-Occident (XVIe – XVIIe siècle), éditions du Seuil                             | Jean-Christophe Rufin, Le Grand Cœur, Gallimard, 2012                        | Nury et Robin, La Mort de Staline. Tome 2 : funérailles, Dargaud                                                                         |
| 2013  | La guerre                                      | 10 - 13 octobre | Bertrand Tavernier                       | Chantal Thomas               | Marc Ferro                 | Elie Barnavi                                                           | Bertrand Tavernier                                                                  | N'existe pas à cette époque                                                                      | Vincent Lemire, Jérusalem 1900 : la Ville Sainte à l'âge des possibles, Armand Colin                                                                     | François-Xavier Fauvelle-Aymar, Le Rhinocéros d'or : histoire du Moyen Âge africain, Alma Editeur                                                        | Claude Pujade-Renaud, Dans l'ombre de la lumière, Actes Sud, 2013            | Lupano et Moreau, Le Singe de Hartlepool, Delcourt                                                                                       |
| 2014  | Les rebelles*                                  | 9 - 12 octobre  | Michelle Perrot                          | Alaa el Aswany               | Lucas Belvaux              | Marcel Gauchet                                                         | Michelle Perrot                                                                     | Conférence d'ouverture :Elie Cohen                                                               | Antoine de Baecque, La Traversée des Alpes : essai d'histoire marchée, Gallimard                                                                         | Karl Jacoby, Des ombres à l'aube : un massacre d'Apaches et la violence de l'histoire, Anacharsis                                                        | Dominique Fernandez, On a sauvé le monde, Grasset, 2014                      | Jean Dytar, La Vision de Bacchus, Delcourt                                                                                               |
| 2015  | Les empires                                    | 8 - 11 octobre  | Bernard Guetta                           | Mathias Énard                | Jean-Louis Comolli         | Serge Gruzinski                                                        | Bernard Guetta                                                                      | Conférence d'ouverture :Daniel Cohen                                                             | Jean-Pierre Filiu, Les Arabes, leur destin et le nôtre : histoire d'une libération, La Découverte                                                        | Paulin Ismard, La Démocratie contre les experts : les esclaves publics en Grèce ancienne, Le Seuil                                                       | Marie-Laure de Cazotte, À l’ombre des vainqueurs, Albin Michel, 2014         | Jean Harambat, Ulysse : les chants du retour, Actes Sud BD                                                                               |
| 2016  | Partir                                         | 6 - 9 octobre   | Michaëlle Jean                           | Riad Sattouf                 | Pascale Ferran             | Pascal Picq                                                            | Michaëlle Jean                                                                      | Conférence d'ouverture : Jean Pisani-Ferry                                                       | Sylvain Venayre, Une guerre au loin : Annam, 1883, Les Belles Lettres                                                                                    | Gilles Havard, Histoire des coureurs des bois : Amérique du Nord, 1600-1840, Les Indes Savantes ; Sylvain Piron, Dialectique du monstre, Zones sensibles | Amélie de Bourbon-Parme, Le Secret de l’empereur, Gallimard, 2015            | Thierry Murat, EtuwAn. Celui-Qui-Regarde, Futuropolis                                                                                    |
| 2017  | Eurêka. Inventer - découvrir - innover         | 4 - 8 octobre   | Cédric Villani,                          | Benedetta Craveri            | Frédérique Bredin          | Cédric Villani                                                         | Faouzia Charfi                                                                      | Conférence d'ouverture : Enrico Letta et Philippe Aghion                                         | Florence Tamagne, Le Crime du Palace : enquête sur l’une des plus grandes affaires criminelles des années 1930, Payot                                    | Jean-Claude Schmitt, Les Rythmes au Moyen Âge, Gallimard                                                                                                 | Stéphane Audeguy, Histoire du Lion Personne, Seuil, 2016                     | Pierre-Henry Gomont, Pereira prétend, Sarbacane Éditions                                                                                 |
| 2018  | La puissance des images                        | 10 - 14 octobre | Cartooning For Peace                     | Alain Mabanckou              | Pierre Schoeller           | Michel Pastoureau                                                      | Cartooning For Peace                                                                | Conférence d'ouverture : Érik Orsenna                                                            | François Jarrige et Thomas Le Roux : la contamination du monde, Seuil, 2017                                                                              | Masha Cerovic, Les Enfants de Staline, Seuil, 2018 | Michel Bernard, Le Bon Cœur, Babelio, 2018                                   | Pascal Rabaté, La Déconfiture, Babelio, 2016                                                                                             |
| 2019  | L'Italie                                       | 9 - 13 octobre  | Teresa Cremisi                           | Andrea Marcolongo            | Marco Bellocchio           | Carlo Ginzburg                                                         | Teresa Cremisi                                                                      | Soirée d'ouverture : Laurent Berger, Bruno Grandjean, Hervé Le Bras et Marie-Laure Salles-Djelic | Manon Pignot, L'appel de la guerre. Des adolescents au combat 1914-1918. Éditions Anamosa, 2019                                                          | Michael Lucken, Le Japon grec, Gallimard, 2019 | Xavier-Marie Bonnot, Le tombeau d'Apollinaire, Belfond, 2018                 | Florent Grouazel et Younn Locard, Révolution - I. Liberté, Actes Sud, 2019                                                               |
| 2020  | Gouverner                                      | 7 - 11 octobre  | Esther Duflo                             | Jul                          | Raymond Depardon           | Souleymane Bachir Diagne                                               | Esther Duflo                                                                        | Conférence d'ouverture : Pascal Picq                                                             | Raphaëlle Branche, Papa, qu’as-tu fait en Algérie ? Enquête sur un silence familial. La Découverte                                                       | Timothy Brook, Le léopard de Kubilaï Khan. Une histoire mondiale de la Chine. Payot. 2020                                                                | Guillaume Sire, Avant la longue flamme rouge. Calmann-Lévy                   | Grégory Jarry, Lucie Castel et Nicole Augereau, Voyages en Égypte et en Nubie de Giambattista Belzoni. Troisième voyage.. Éditions Flblb |
| 2021  | Le travail                                     | 6 - 10 octobre  | Florence Aubenas                         | Pap Ndiaye                   | Dominique Besnehard        | Alain Supiot                                                           | Florence Aubenas                                                                    | Jean Tirole                                                                                      | Camille Fauroux, Produire la guerre, produire le genre. Des Françaises au travail dans l'Allemagne nationale-socialiste (1940-1945). Éditions de l’EHESS | Ludovic Tournès, Américanisation. Une histoire mondiale (XVIIIe – XXIe siècle). Fayard                                                                   | Gisèle Pineau, Ady, soleil noir. Éditions Philippe Rey                       | Clément Xavier, Lisa Lugrin et Albertine Ralenti, Jujitsuffragettes. Les Amazones de Londres. Delcourt                                   |
| 2022  | La mer                                         | 5 - 9 octobre   | Isabelle Autissier                       | Claude Gauvard               | Julie Gayet                | Alain Cabantous                                                        | Isabelle Autissier                                                                  | Érik Orsenna                                                                                     | Loïc Artiaga, Rocky. La revanche rêvée des Blancs, Éditions Amsterdam                                                                                    | Malika Rahal, Algérie 1962. Une histoire populaire, Éditions La Découverte                                                                               | Emmanuel Ruben, Les Méditerranéennes, Éditions Stock                         | Léonard Chemineau et Wilfrid Lupano, La Bibliomule de Cordoue                                                                            |
| 2023  | Les vivants et les morts                       | 4 - 8 octobre   | Michel Pastoureau                        | Pierre Lemaitre              | Jérôme Prieur              | Annette Wieviorka                                                      | Michel Pastoureau                                                                   | El Mouhoub                                                                                       | Anouche Kunth, Au bord de l'effacement - Sur les pas d'exilés arméniens dans l'entre-deux guerres, Éditions La Découverte                                | Marie Favereau, La horde, Éditions Perrin | Laurent Binet, Perspective(s), Éditions Grasset                              | Jordan Mechner, Replay - Mémoires d'une famille, Éditions Delcourt                                                                       |
| 2024  | Les villes                                     | 9 - 13 octobre  | Andreï Kourkov                           | Leïla Slimani                | Marin Karmitz              | Magali Reghezza-Zitt                                                   | Patrick Boucheron                                                                   | Sylvie Bermann                                                                                   | Fanny Bugnon, L’élection interdite. Itinéraire de Joséphine Pencalet, ouvrière bretonne (1886-1972), Seuil                                               | Fabrice Langrognet, Voisins de passage - Une microhistoire des migrations, La Découverte                                                                 | Nina Léger, Mémoires sauvées de l'eau, Gallimard                             | Isabelle Maroger, Lebensborn , Bayard Graphic'                                                                                           |
| 2025  | La France ?                                    | 8 - 12 octobre  |                                          |                              |                            |                                                                        |                                                                                     |                                                                                                  | | |                                                                              | |

### Prix du roman historique jeunesse[59],[60],[61]
| Année | CM2/6e | 5e/4e | 3e/2nde                                                                         |
| ----- | --- | --- | ------------------------------------------------------------------------------- |
| 2008  | Hori scribe et détective : Le signe de Thot, de Béatrice Egémar (Fleurus)                                     | L’horizon bleu, de Dorothée Piatek (Seuil)                                                                            | Frères de guerre, de Catherine Cuenca (Flammarion jeunesse)                     |
| 2009  | Pirate rouge d'Anne Marie Desplat-Duc (Rageot)                                                                | La Guerre des ombres de Catherine Cuenca (Flammarion Jeunesse)                                                        | La Sorcière de Porquerac de Roland Godel (Seuil Jeunesse)                       |
| 2010  | Nefertiti, reine d'Egypte de Viviane Koenig (Le livre de poche jeunesse)                                      | Simon, l'enfant du 20e convoi de Françoise Pirart (Milan)                                                             | Le Rêve de Sam de Florence Cadier (Gallimard Jeunesse)                          |
| 2011  | Un espion chez Gutenberg de Olivier Melano (L'Ecole des loisirs)                                              | Dans les griffes du clan de Stéphane Tamaillon (Seuil Jeunesse)                                                       | Breaking the Wall de Claire Gratias (Syros)                                     |
| 2012  | Le Fils du gladiateur de Christophe Lambert (Bayard Jeunesse)                                                 | Quand la révolte gronde de Anne Lecap (Flammarion Jeunesse)                                                           | Je chanterai sur terre et en enfer de Laurence Schaak et Hamel Goulven (Nathan) |
| 2013  | Cartouche de Margot Bruyère (Oslo)                                                                            | Antonio ou la résistance : de l'Espagne à la région toulousaine de Valentine Goby et Ronan Badel (Autrement jeunesse) | Desolation Road de Jérôme Noirez (Gulf Stream)                                  |
| 2014  | Pour l’amour de Vanille de Christian Grenier (Bayard)                                                         | Le Sourire de la guerre de Sylvie Baussier (Oskar Jeunesse)                                                           | Swing à Berlin de Christophe Lambert (Gallimard)                                |
| 2015  | Le magicien du pharaon d’Alain Grousset (Nathan)                                                              | Un violon dans la tourmente de Magali Favre (Oskar Jeunesse)                                                          | Les Evadés de Christiant Léourier (Bayard Jeunesse)                             |
| 2016  | Maudite soit la Guerre de Didier Daenickx et Pef (Rue du monde)                                               | D’un combat à l’autre : les filles de Pierre et Marie Curie de Béatrice Nicodème (Nathan)                             | L’Apache aux yeux bleus de Christel Mouchard (Flammarion Jeunesse)              |
| 2017  | Nour et le peuple des loups de Michel Piquemal (Rue du monde)                                                 | Dans les yeux d’Anouch : Arménie 1915 de Roland Godel (Gallimard Jeunesse)                                            | Le Choix de Rudy de Françoise Dargent (Hachettte Jeunesse)                      |
| 2018  | Les Robinsons de l'île Tromelin : l'histoire vraie de Tsimavio d'Alexandrine Civard-Racinais (Belin Jeunesse) | La Révolution dans la peau de Serge Rubin (Talents Hauts)                                                             | Le Garçon qui courait de François-Guillaume Lorrain (Sarbacane)                 |
| 2019  | Pierrot et Miette : héros des tranchées de Sophie de Mullenheim (Fleurus)                                     | Léo : mon secret est une chance de Gwenaële Barussaud (Rageot)                                                        | Marche à l’étoile d’Hélène Montardre (Rageot)                                   |
| 2020  | Les vraies richesses de Cathy Ytak (Talents Hauts)                                                            | Le petit prince de Harlem de Mikaël Thévenot (Didier Jeunesse)                                                        | Il n'est si longue nuit de Béatrice Nicodème (Gulf Stream)                      |
| 2021  | L'Enfant d'Oradour de Régis Delpuech (Scrinéo)                                                                | Berlin 1989 : un mur s'écroule. Journal d'Anita, août-novembre de Sophie Humann (Gallimard Jeunesse)                  | Je n'ai pas trahi de Frédéric Couderc (PKJ)                                     |
| 2022  | Léon et Gustave. Au coeur de la mine de Sophie de Mullenheim (Fleurus)                                        | Une fille en or de Philippe Nessmann (Flammarion jeunesse)                                                            | Sœurs de guerre de Catherine Cuenca (Talents Hauts)                             |
| 2023  | Jacqueline de Pierre-Jacques et Jules Ober (Seuil Jeunesse)                                                   | Champollion et les trésors d'Égypte de Philippe Nessmann (Flammarion jeunesse)                                        | Au cœur de l'orage de Catherine Ganz-Muller (Scrinéo)                           |
| 2024  | Lisette, cheval indomptable d'Anne Pouget (Casterman)                                                         | Joséphine Baker, résiste ! de Sophie de Mullenheim (Fleurus éditions)                                                 | Missié de Christophe Léon (D'eux)                                               |

### Controverse autour de l'édition 2014
L'édition 2014 des Rendez-vous de l'histoire fait l'objet d'une polémique, à la suite d'un « appel au boycott »[pas clair] publié dans Libération par l'universitaire Geoffroy de Lagasnerie et l'écrivain Édouard Louis, afin de protester contre l'invitation faite à Marcel Gauchet de prononcer la conférence inaugurale du thème « Les Rebelles ». Dans leur tribune, les initiateurs de l'appel reprochent à Marcel Gauchet d'avoir été « contre les grèves de 1995, contre les mouvements sociaux, contre le Pacs, contre le mariage pour tous, contre l’homoparentalité, contre les mouvements féministes ».
À la suite de cette polémique, la direction des Rendez-vous de l'histoire apporte son soutien à Marcel Gauchet, qui réagit à cette tribune en la qualifiant de « pignolerie parisienne » et de « bêtise rétrograde d’une extrême-gauche en délire ». Il répond de surcroît aux deux hommes dans un entretien accordé au journal Le Monde, via lequel il qualifie les accusations portées contre lui de « calomnies grossières sans la moindre base ». Cependant, il affirme qu'il existe un « noyau rationnel » dans la polémique, découlant selon lui de sa contestation des analyses de Michel Foucault sur le pouvoir et de Pierre Bourdieu sur la domination.
La polémique suscite de nombreuses réactions, souvent ironiques, dans la presse française,. Ainsi, Laurent Bouvet raille la posture de Geoffroy de Lagasnerie et d'Édouard Louis par un syllogisme absurde : « si on invite le réactionnaire Gauchet à un débat, cela prouve que celui-ci est vicié, comme c'est le cas à Blois, d'où le boycott. Or, plus les débats de ce genre sont viciés, plus les réactionnaires y sont invités. CQFD. L'hydre réactionnaire est aussi un serpent qui se mord la queue ! ». Selon Les Inrockuptibles, Geoffroy de Lagasnerie et Édouard Louis subissent des attaques à la violence « âpre » dans les journaux, présentés par beaucoup comme « des intellectuels sectaires ». Pierre Rimbert, dans Le Monde diplomatique, se moque des partisans de Marcel Gauchet : « en somme, les auteurs d’un appel publié en plein mois d’août dans un quotidien souffreteux auraient manqué d’anéantir la vie publique en égratignant un intellectuel tout-terrain. La démocratie ne tient décidément qu’à un fil ».
En réponse à l'appel initial de Geoffroy de Lagasnerie et d'Édouard Louis, une pétition qui n'appelle pas au boycott, mais qui regrette la décision « polémique » du conseil scientifique des Rendez-vous de confier la conférence inaugurale à Marcel Gauchet, recueille 229 signatures. Quelques jours plus tard, le journal Le Monde publie un texte de soutien à Marcel Gauchet, signé par un collectif de 13 personnes, essentiellement des universitaires. Le texte recueille par la suite de nombreuses autres signatures, notamment parmi ses collègues de l'EHESS. L'historien Patrice Gueniffey, directeur du Centre Raymond Aron de l’EHESS, apporte également son soutien à Gauchet dans un texte publié par Le Monde.

## Les partenaires scientifiques
Les Rendez-vous de l'histoire, comme toute manifestation de ce type, disposent d'un soutien financier émanant de divers acteurs. Ils bénéficient de plus d'un soutien particulier de la part des partenaires scientifiques. Ces derniers ont vocation à proposer du contenu scientifique, que ce soit sous la forme de sources à analyser ou à exposer lors des Rendez-vous, ou encore via les tables rondes, débats et autres.
Leur présence apporte une plus-value supplémentaire au conseil scientifique. Cela représente au total une vingtaine de partenariats, dont la composition varie d'année en année. On retrouve parmi eux la BnF, l'Académie des sciences, l'Institut du monde arabe, le cercle des économistes, l'Institut européen d'histoire et des cultures de l'alimentation et de multiples autres institutions reconnues dans le domaine académique.